# سيوداد غوايانا
بويرتو أورداز (بالإسبانية: Ciudad Guayana )‏ هي مدينة، في فنزويلا، تتبع ولاية بوليفار، بلغ عدد سكانها 1,200,000 نسمة، تبلغ مساحتها 3,200 كيلومتر مربع.

## أعلام
- نويل سانفيسينتي بيتيلمي
- جوناثان سواريز
- جونيور غيرا
- فرناندو سيرانو
- ألان ليبسكيند